# Emilie Moberg
Emilie Moberg (* 12. Juli 1991 in Halden) ist eine ehemalige norwegische Radrennfahrerin.

## Sportlicher Werdegang
Seit 2010 fährt Emilie Moberg für das UCI Women’s Team Hitec Products. 2011 gewann sie jeweils eine Etappe der Trophée d’Or Féminin sowie der Tour Cycliste Féminin International de l’Ardèche. Zudem wurde sie norwegische Meisterin im Kriterium, ein Erfolg, den sie im Jahr darauf wiederholen konnte. Ebenfalls 2012 gewann sie die Tour of Zhoushan Island. Sie nahm am Straßenrennen der Olympischen Spiele teil, verpasste aber das Zeitlimit. 2015 gewann sie zwei Etappen der Tour de Feminin – O cenu Českého Švýcarska und 2017 die Schlussetappe der Healthy Ageing Tour.
2016 startete Moberg bei den Weltmeisterschaften in Doha und belegte im Straßenrennen Platz elf. 2017 gewann sie eine Etappe der Healthy Ageing Tour und zwei Etappen der Tour of Zhoushan Island, 2019 eine Etappe der Tour of Uppsala. Ende 2022 beendete sie ihre sportliche Laufbahn.

## Erfolge
2011
- eine Etappe Trophée d’Or Féminin
- eine Etappe Tour Cycliste Féminin International de l’Ardèche
- Norwegische Meisterin – Kriterium

2012
- Gesamtwertung und eine Etappe Tour of Zhoushan Island I
- Norwegische Meisterin – Kriterium

2015
- zwei Etappen Tour de Feminin – O cenu Českého Švýcarska

2017
- eine Etappe Healthy Ageing Tour
- zwei Etappen Tour of Zhoushan Island

2019
- eine Etappe Tour of Uppsala